# Castelo Crosbie

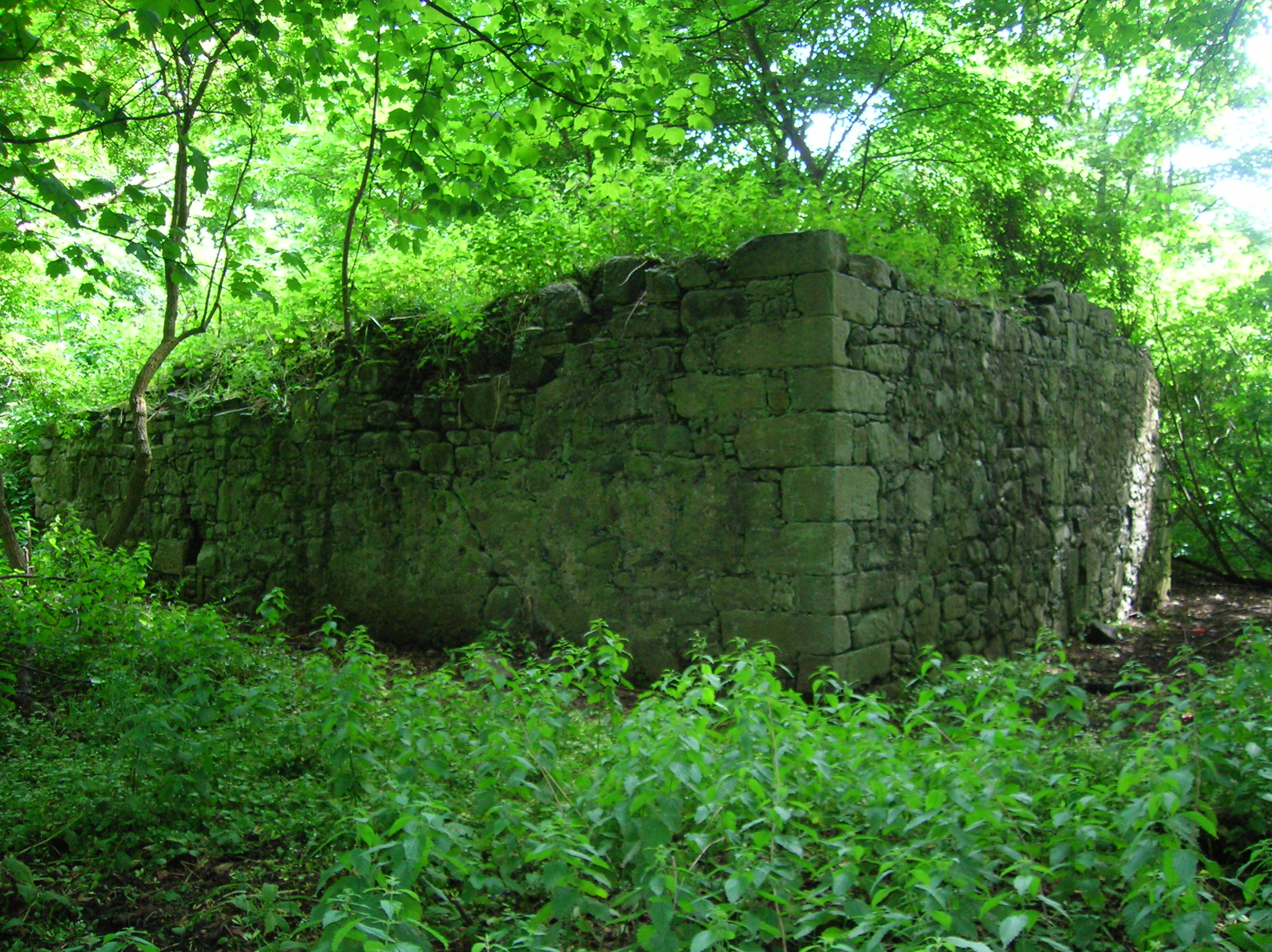
Castelo Barr em 1900, Escócia.

O Castelo Crosbie (em inglês:  Crosbie Castle) é um castelo do século XVII atualmente em ruínas localizado em West Kilbride, North Ayrshire, Escócia.

## História
O castelo é uma pequena fortaleza provavelmente do início do século XVII, tendo sido alterado na segunda metade do mesmo século com a inclusão de uma mansão mais moderna.
Por cima de uma das janelas, existe uma placa com a data 1676 e outra com a data 1896, provavelmente referindo-se às alterações posteriores.
Encontra-se classificado na categoria "B" do "listed building" desde 14 de abril de 1971.

## Estrutura
Consistia num bloco principal de dois pisos, um sótão e uma escada; existiu também uma torre que foi demolida.